# Île Uéré
L’île Uéré est une îlot de Nouvelle-Calédonie appartenant administrativement à Nouméa.
Elle est la base d'un centre nautique. 